# Улица Правды (Подольск)
Улица Правды — улица, проходящая через район Кутузово и Южный район города Подольска. Свое название улица носит в честь одной из наиболее влиятельных ежедневных газет Советского периода «Правда».

## Описание
Свое начало улица Правды берет на перекрестке с улицей Космонавтов и далее уходит в юго-западном, а позднее в северо-западном направлении. Заканчивается улица съездами на Большую Серпуховскую улицу в обоих направлениях, в том числе под существующей эстакадой через железнодорожные пути Курского направления Московской железной дороги.
Слева по ходу движения от начала улицы Правды примыкают улица Машиностроителей, Южный проезд и улица Сосновая. Справа по ходу движения от начала улицы примыкает Клубный проезд.
Пересекают улицу Правды — улица Долгого, улица Раевского и улица Большая Серпуховская.
Улица Правды является улицей с двухсторонним движением, за исключением участков съездов на Большую Серпуховскую улицу.
Нумерация домов по улице Правды начинается со стороны улицы Космонавтов.
Почтовый индекс улицы Правды в городе Подольске — 142115.

## Примечательные здания и сооружения
- Футбольный стадион «Планета» (улица Железнодорожная, дом 2 А)[3]. Спортивное сооружение ведет свою историю с послевоенных лет, когда стадион начиная с 1947 года стал относиться к Заводу имени Орджоникидзе (Подольский машиностроительный завод). Стадион в настоящее время является футбольной ареной и находится в частной собственности. В результате проведения реконструкции арена была введена в эксплуатацию в 2009 году, вместимость стадиона составила 3120 зрителей[4]. Благодаря наличию полей с искусственным газоном и системе подогрева газона эксплуатация стадиона осуществляется в круглогодичном режиме. Функционирует главное поле для футбола с искусственным газоном и поле для мини-футбола также с искусственным покрытием.
- Подольский завод электромонтажных изделий (улица Правды, дом 31)[5]. Предприятие специализируется на производстве термоусаживаемых кабельных муфт, подстанций, электрических шкафов, вводно-распределительных устройств. В 1991 году произошла приватизация производства. Вместе со сменой владельцев предприятия произошла и смена названия. Завод получил название, под которым существует в настоящее время — «Подольский завод электромонтажных изделий». В 2007 году завод отпраздновал 50 летний юбилей с даты своего основания[6].
- Государственное бюджетное профессиональное образовательное учреждение Московской области «Подольский колледж имени А. В. Никулина» (ГБПОУ МО "Подольский колледж имени А. В. Никулина) (улица Большая Серпуховская, дом 93)[7][8]. Колледж носит имя Александра Васильевича Никулина — главы города Подольска в период с 1990 по 2003 годы, человека много сделавшего для города и вложившего много сил в развитие Подольска и Подольского района. Именем Александра Васильевича названа именная стипендия для одаренных студентов[9].
- Церковь Георгия Победоносца (Георгиевская церковь) (улица Большая Серпуховская, дом 93)[10]. Храм знаменит тем, что в мае 2015 года впервые в истории России принял десницу и чудотворную икону святого великомученика Георгия Победоносца. В храме был организован доступ к святыне со Святой горы Афон, а также проводились церковные мероприятия с молебном[11]. Христианские святыни были доставлены в Россию по инициативе благотворительного фонда имени равноапостольного князя Владимира. Программа пребывания реликвий в России помимо Подольска включала такие города как Белгород, Ставрополь, Волгоград, Москва, Элиста, Ярославль, Рыбинск, Санкт-Петербург, Коломна и другие[12].
- Воскресная школа Храм Великомученника Георгия Победоносца (улица Большая Серпуховская, дом 93, корпус 1)[13].
- Лесопарк «Ёлочки» микрорайона Кутузово в городе Подольске, с прудом (перекресток улицы Правды с Сосновой улицей). На территории парка организуются зоны для массовых праздничных мероприятий и гуляний, а также зоны для активного времяпрепровождения[14][15].

## Транспорт
По улице Правды осуществляется движение общественного транспорта. Проходят автобусные городские маршруты № 2, № 2 К, № 4, № 9 К, № 9, № 12, № 51, № 22, № 435, № 530 К, а также городской троллейбусный маршрут № 4.